# متحف جيه بول جيتي
متحف جيه بول جيتي (بالإنجليزية: J. Paul Getty Museum)‏، المعروف أيضا باسم متحف الجيتي، هو متحف فني أمريكي يقع في ولاية كاليفورنيا في موقعين متميزين هما: مركز جيتي وفيلا جيتي. استقبل كلا الموقعين أكثر من مليوني زائر خلال سنة 2016 وحدها.
يقع المتحف الرئيسي، مركز جيتي، في حي برينتوود في لوس أنجلوس، على قمة تل في أعلى الجانب الغربي لممر سيبولفيدا والطريق السريع 405 (طريق سان دييغو السريع). تشتمل مجموعته على قطع للفن الغربي من حقبة العصور الوسطى وإلى غاية يومنا هذا. في المقابل، يقع المتحف الثاني، فيلا جيتي، في حي ماليبو حيث يعرض أعمال فنية من اليونان القديمة وروما وإتروريا.

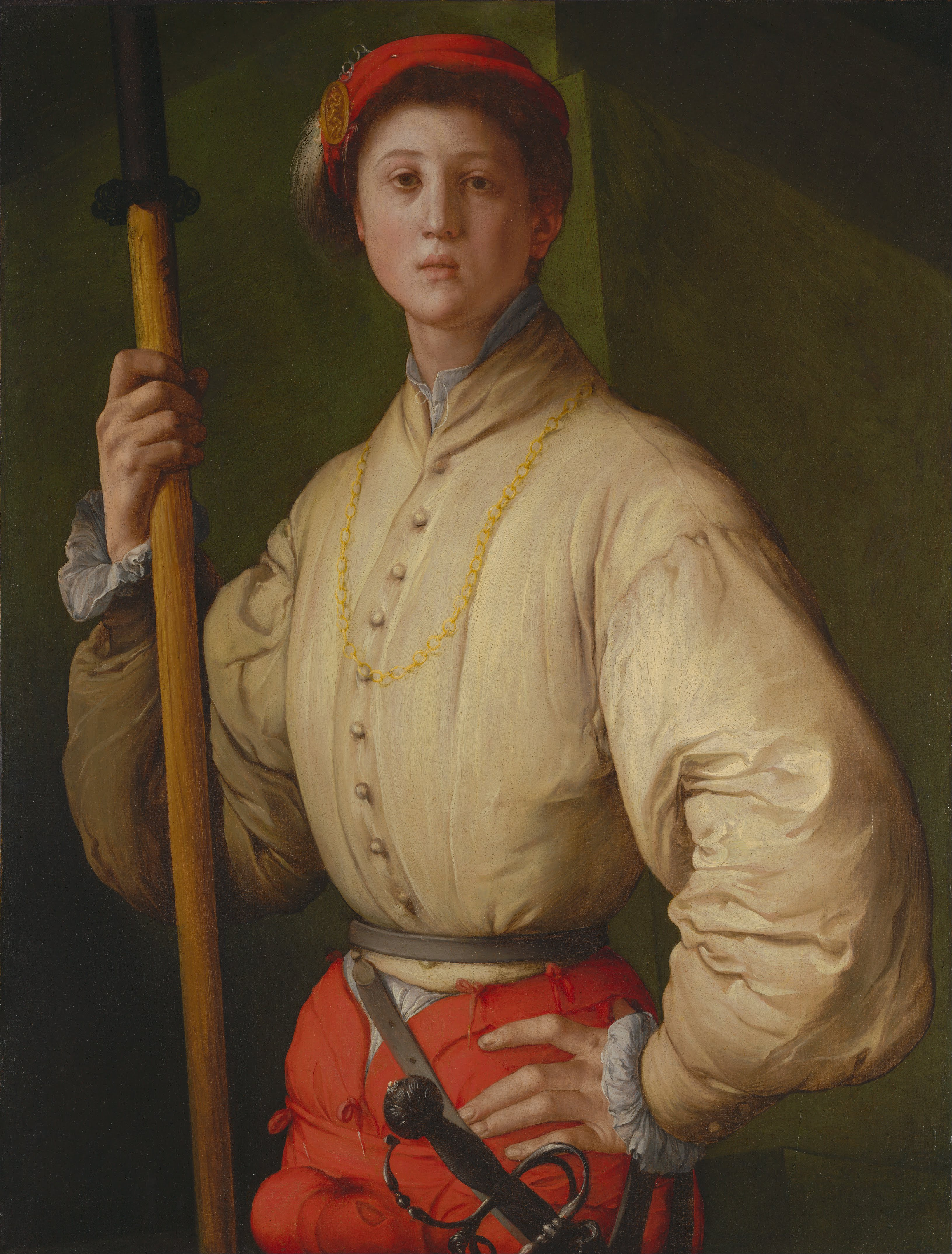
المُطَرد لوحة زيتية بريشة رسام عصر النهضة الايطالي بونتورمو رسمها بين 1528–1530، الآن في متحف جيتي والذي أشتراها في عام 1989 في دار كريستيز مقابل 35.2 مليون دولار.

## تاريخ
في محاولة لإعادة إنشاء فيلا البرديات في هركولانيوم، قام جيه بول جيتي بحلول سنة 1974 بافتتاح متحف في ملكيته بماليبو (كاليفورنيا). بعدما ورث 1.2 مليار دولار أمريكي، أصبح المتحف في سنة 1982 أغنى متحف في العالم. بحلول سنة 1983، وبعد الانكماش الاقتصادي في ألمانيا الغربية الذي كان آنذاك، استحوذ متحف جيتي على قرابة 144 مخطوطة مذهبة من مجموعة لودفيج تعود للقرون الوسطى؛ وقال جون راسل، الذي يكتب في صحيفة النيويورك تايمز، في سياق حديثه عن.المجموعة، «إنها واحدة من أرقى المقتنيات من نوعها التي تم تجميعها على الإطلاق، إنها بالتأكيد الملكية الأهم التي كانت في أيدي الخواص». بوصول عام 1997، انتقل المتحف إلى موقعه الحالي في حي برينتوود في لوس أنجلوس؛ تم في وقت لاحق تجديد متحف ماليبو، الذي سمي «فيلا جيتي»، وتم افتتاحه بحلول سنة 2006.

## دليل جيتي

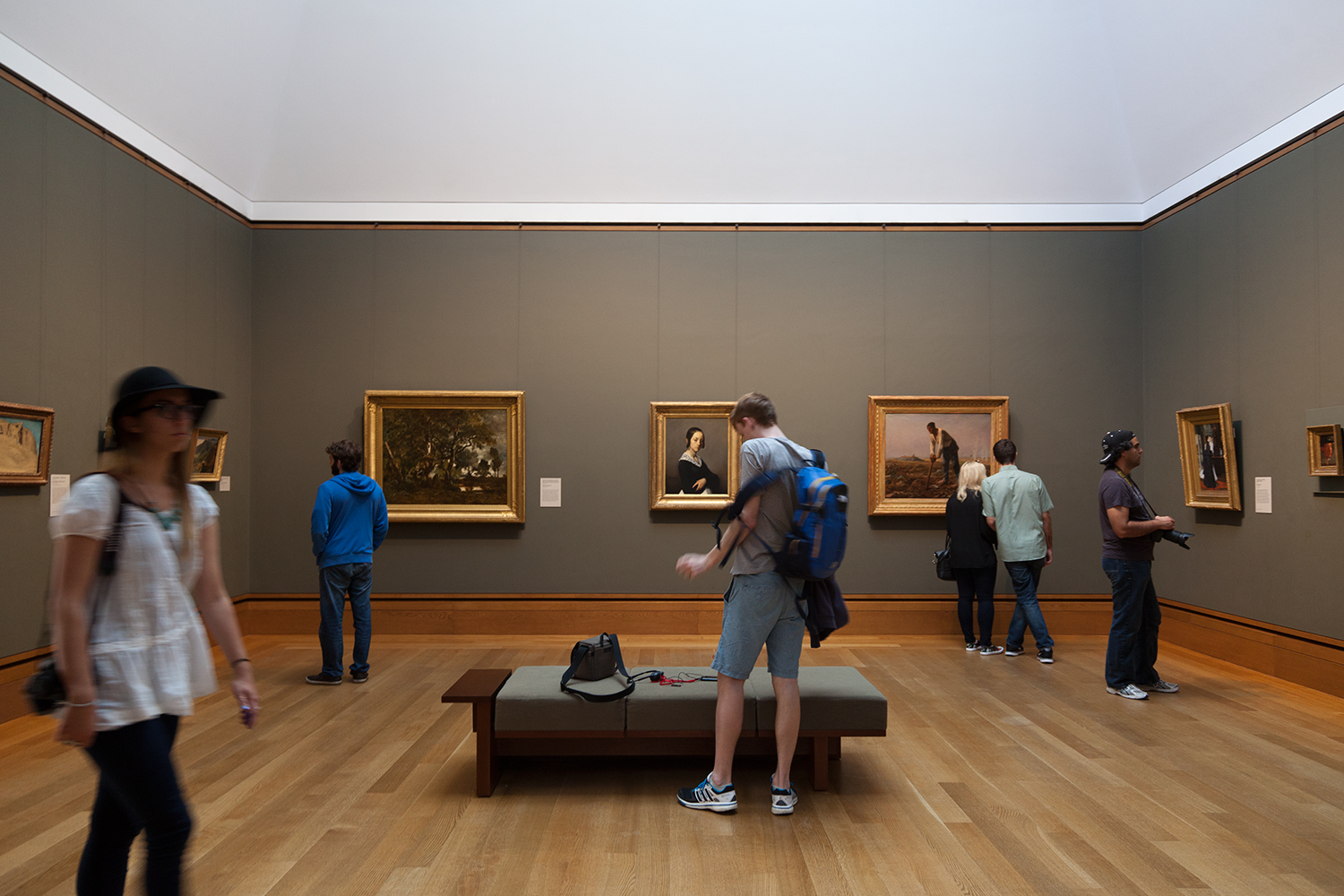
يجذب متحف الجيتي سنويا أنظار حوالي 1.8 مليون زائر.

تتيح مجموعة من أدوات الوسائط المتعددة التفاعلية تدعى دليل جيتي (بالإنجليزية: GettyGuide)‏ للزائرين إمكانية الوصول إلى معلومات مفصلة تخص الأعمال الفنية المروضة في متحف جيه بول جيتي. يمكن الوصول إلى هذه الخدمة انطلاقا من تحميل تطبيق دليل جيتي على الأجهزة اللوحية والهواتف الذكية أو أيضا من خلال موقع المتحف في قسم مجموعة المتحف. يوفر دليل جيتي للزائرين تعليقا ثاقبا من القيمين والقائمين على مجموعة التحف المعروضة التي تضم أكثر من 300 عمل فني. تقدم جولة دليل جيتي الصوتية للزوار من ذوي الإعاقات البصرية وكذا الذين يبحثون عن تجربة متعمقة، وصفا دقيقا ومفصلا لمختلف الأعمال المعروضة ضمن مجموعة المتحف.

## روابط خارجية
- متحف جيه بول جيتي على موقع الموسوعة البريطانية (الإنجليزية)